# Jacob Friedrich von Magenau
Jacob Friedrich Magenau, ab 1854 von Magenau, (* 15. August 1796 in Niederstotzingen; † 5. September 1857) war ein württembergischer Oberamtmann.

## Leben und Beruf
Jacob Friedrich Magenau war der Sohn des Pfarrers Rudolf Friedrich Heinrich Magenau. Ab 1811 absolvierte er eine Ausbildung zum Schreiber bei verschiedenen Stadtschreibereien und Oberamtskanzleien. Von 1818 bis 1827 war er Aktuar beim Oberamt Heidenheim, von 1828 bis 1831 Oberamtsaktuar beim Oberamt Marbach. 1831 wurde er Oberamtsverweser und 1835 Oberamtmann bei Oberamt Gerabronn. Von 1838 bis 1843 leitete er das Oberamt Maulbronn und von 1843 bis 1857 das Oberamt Besigheim.

## Ehrung, Nobilitierung
1854 wurde Magenau mit dem Ritterkreuz des Ordens der Württembergischen Krone ausgezeichnet, welches mit dem persönlichen Adelstitel (Nobilitierung) verbunden war.